# Dienhof
Koordinaten: 49° 32′ N, 11° 57′ O

Der Weiler Dienhof liegt zwischen dem Gemeindehauptort Hirschau und dem südlich davon bereits in der Gemarkung Weiher gelegenen Ortsteil Kricklhof

Dienhof ist ein Weiler und Ortsteil der Stadt Hirschau im Landkreis Amberg-Sulzbach in der Oberpfalz in Bayern. 2011 hatte er 34 Einwohner.
Dienhof ist kein amtlich benannter Gemeindeteil und wurde auch in früheren Ortsverzeichnissen amtlicherseits nie als solcher nachgewiesen. In statistischen Erhebungen war und ist seine Bevölkerung in der des Gemeindeteils Hirschau enthalten.

## Herkunft des Namens
Nach der mundartlichen Ausspreche könnte auf den Namen Tieno geschlossen werden. Dienhof wäre demnach der Hof eines Tieno gewesen. 1630 wurde ein Acker „uff dem Dienhoff“ erwähnt, 1835 ein Flurname „Dünnhof“. In einem Verzeichnis von 1862 wird der Dienhof als „Hirschau, Hausnummer 229“ bezeichnet, 1865 als „Hausnummer 246 in Hirschau/Dienhof“. 1916 ist mit „Dinhof“ eine letztmalige Abweichung der heutigen Schreibweise dokumentiert.

## Lage
Der Weiler liegt ca. vier Kilometer südlich von Hirschau, 150 m westlich der AS 18. Östlich von Dienhof befindet sich seit den frühen 1990er Jahren  ein gleichnamiges Gewerbegebiet und 500 m südlich der Weiler Kricklhof.

## Geschichte
Der Ort bestand noch Mitte des 19. Jahrhunderts aus einem Bauernhof. 1865 wurde ein Konrad Biller aus Hirschau, Hausnummer 229 auf den Dienhof transferiert. Er erbaute dort 1865 ein Wohnhaus.

## Verkehr
Dienhof liegt an der Kreisstraße AS 18 zwischen Hirschau und Weiher.